# Cronk-y-Voddy

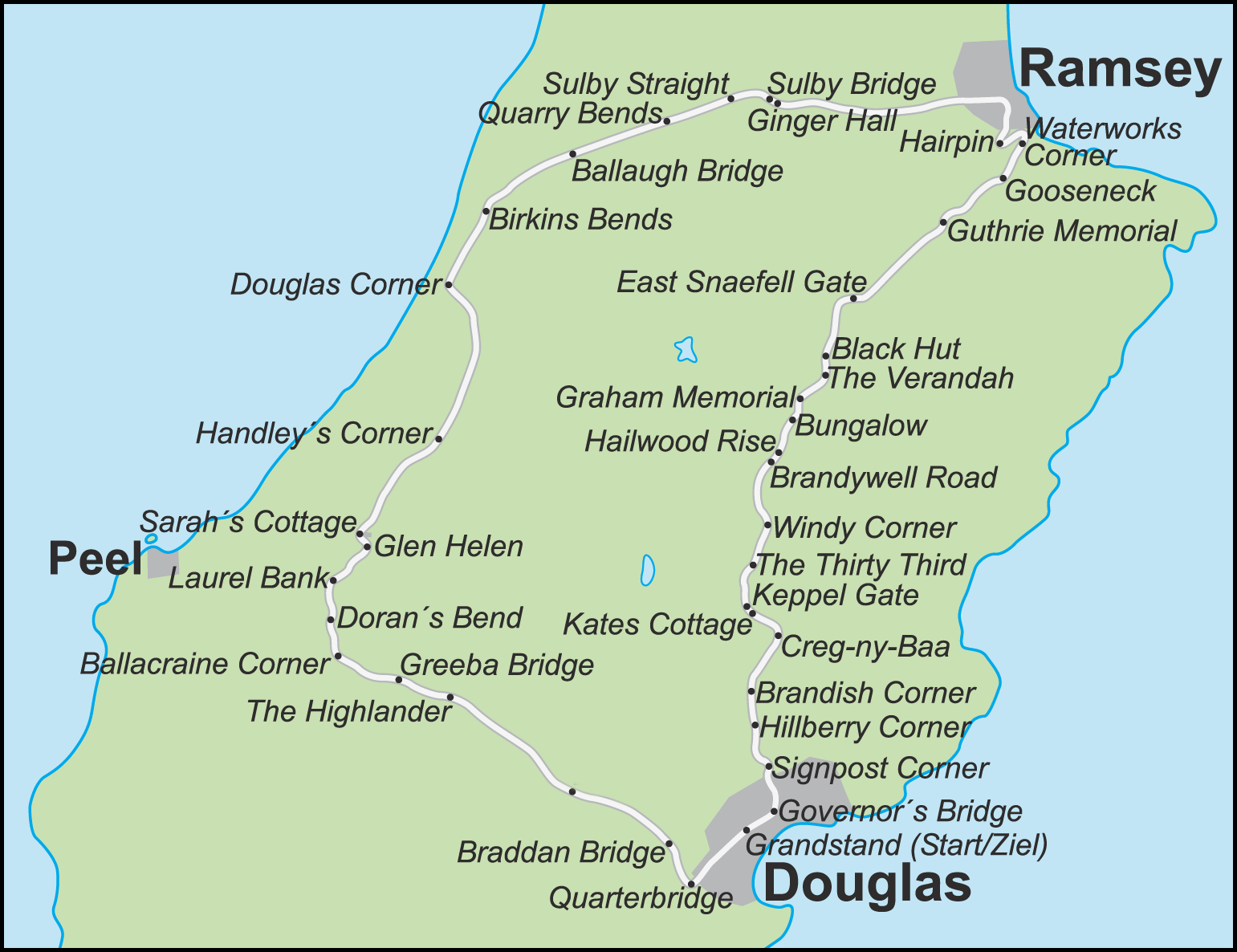
Cronk-y-Voddy wordt door coureurs ook wel "Cronk-y-Voddy straight" genoemd omdat het een recht stuk vormt tussen Sarah's Cottage en Handley's Corner in het westelijk deel van de Mountain Course

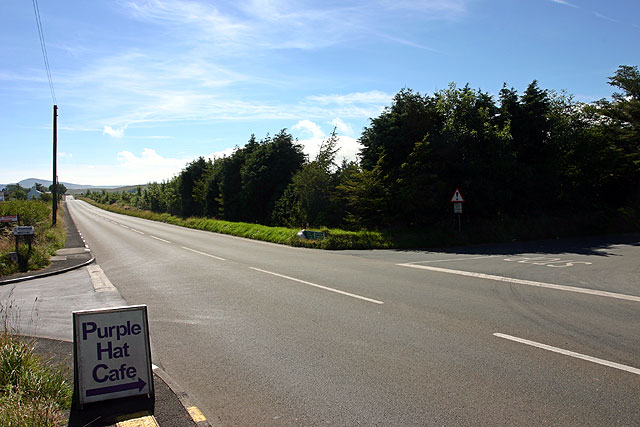
De kruising in Cronk-y-Voddee op de A3, kijkend naar het zuiden richting Lambfell Cottage

Cronk-y-Voddy (Manx ook wel: "Cronke Voddee", "Cronk-y-Voddee" of "Cronk ne Voddy") betekent "Hondsheuvel". Het is een gehucht op het eiland Man.
Het ligt langs de A3 van Castletown naar Ramsey in de parochie German. In Cronk-y-Voddy staat de "St John the Evangelist Church", die in 1852 werd gebouwd dankzij de inspanningen van mrs. Cecil Hall, de weduwe van aartsdiaken Hall. De kerk wordt niet meer als zodanig gebruikt. In Cronk-y-Voddy stond ook de laatste school waar in het begin van de 20e eeuw nog Manx-Gaelisch werd onderwezen aan kinderen uit de verre omgeving.

## Isle of Man TT en Manx Grand Prix
Cronk-y-Voddy ligt langs de Snaefell Mountain Course. Het is een van vele markante punten langs dit stratencircuit dat wordt gebruikt voor de Isle of Man TT en de Manx Grand Prix. Cronk-y-Voddy maakte ook deel uit van de Highroads Course en de Four Inch Course, die gebruikt werden voor de Gordon Bennett Trial en de RAC Tourist Trophy van 1904 tot 1922 en van de St John's Short Course die van 1907 tot 1910 werd gebruikt voor de Isle of Man TT.

### Circuitverloop
Voor de coureurs die deelnemen aan de Isle of Man TT en de Manx Grand Prix is de passage langs Cronk-y-Voddy min of meer een rustpunt, omdat het een recht stuk vormt aan de top van Creg Willey's Hill na de vele inspannende en gevaarlijke bochten bij Laurel Bank, Glen Helen en Sarah's Cottage. Bij Cronk-y-Voddy kunnen ze volgas rijden en snelheden tot ca. 290 km/uur halen. Toch heeft Cronk-y-Voddy Straight zo zijn problemen: Er staan vrijwel geen bomen waardoor regen, mist en vooral wind vrij spel hebben. De weg is er altijd hobbelig geweest en hoewel daar veel verbetering in is gebracht, zorgden de steeds sneller wordende motorfietsen toch voor een weinig comfortabele rit. In 1927 (de tijd van de handschakeling) vertelde coureur Eric Langton al dat hij al zijn moed moest verzamelen om zijn hand van het stuur te halen om te schakelen. John Surtees vond dat het wegdek gedurende de jaren vijftig slechter geworden was. Hij reed Cronk-y-Voddy volgas, maar in een hoge versnelling om te voorkomen dat zijn machine elke keer dat het achterwiel omhoog sprong te veel toeren zou maken. In 1980 werd de weg weer verbeterd, maar voor die tijd vertelde zijspancoureur Trevor Ireson dat hij door de trillingen aan het einde van Cronk-y-Voddy soms dubbel zag. Hij had er zelfs een naam voor: "Cronk-y-Voddy cronkiness". 

#### Cronk-y-Voddy Cross Roads en Molyneux's

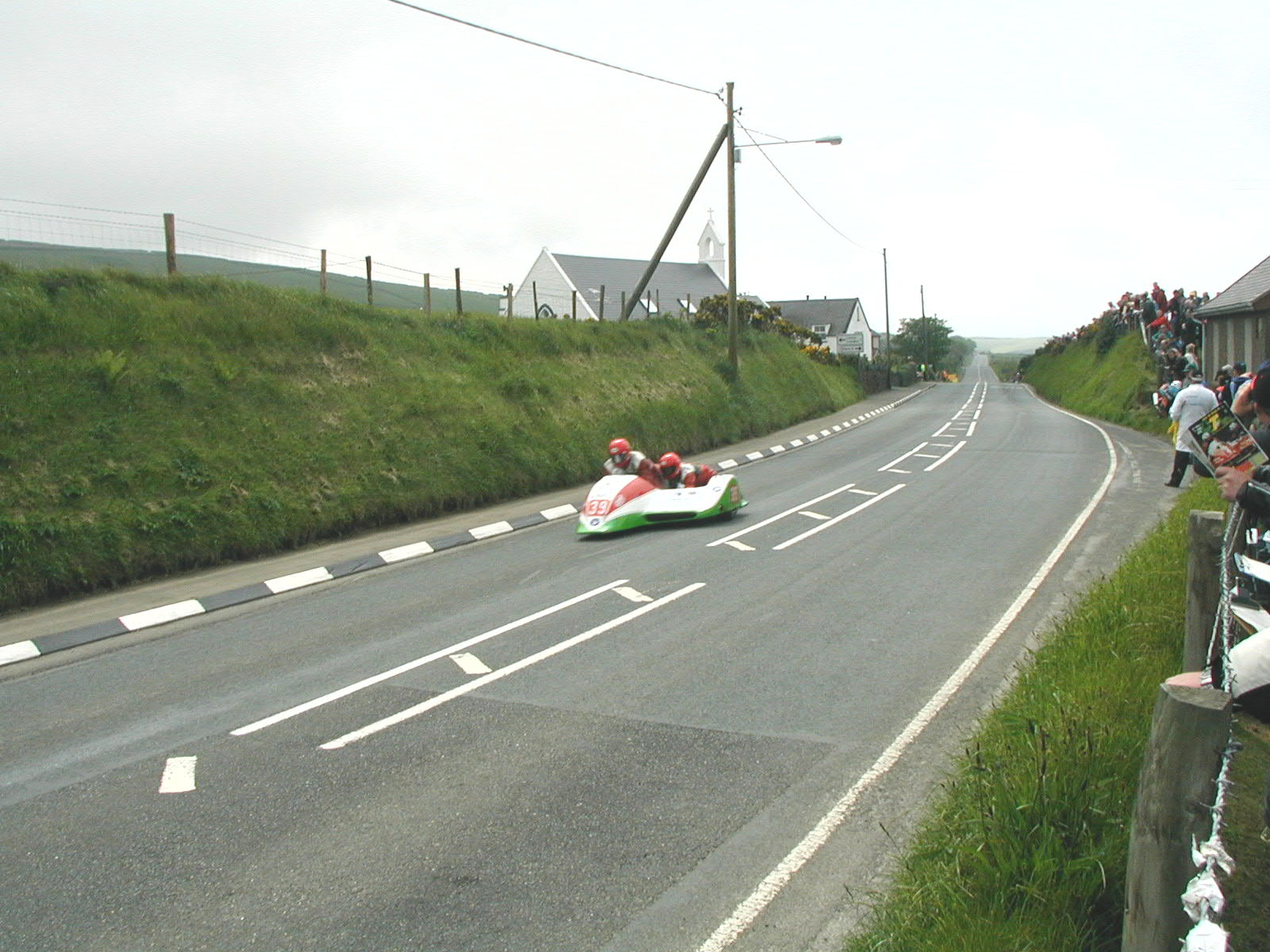
Keith Walters en Gary Mastarman passeren Molyneux's in 2002 met hun 600cc-Ireson-Mistral

Cronk-y-Voddy Straight eindigt bij een flauwe volgasbocht naar rechts, 150 meter voorbij Cronk-y-Voddy Cross Roads, een kruispunt met de wegen naar Peel en Little London. Dankzij die wegen en de daar aanwezige parkeerplaatsen kan het publiek ook tijdens de races van en naar Cronk-y-Voddy gaan, maar coureurs die hier tijdens trainingen stranden weten soms toeschouwers te bewegen hen via Little London en Baldwin terug te brengen naar de TT Grandstand en hun reservemotor. De bocht kreeg in 2013 als eerbetoon aan Manxman Dave Molyneux zijn naam: "Molyneux's". Dave Molyneux was bekend als zijspanrijder en had al 16 overwinningen in de Sidecar TT geboekt. Op dezelfde dag werd voor John McGuinness McGuinness Corner ingesteld. Bij Molyneux's staat ook het gebouwtje van het "St John the Evangelist Men's Institute". 
(Markante punten in cursief zijn onofficiële punten of worden alleen gebruikt binnen Marshal Sectors)
1e mijl:
TT Grandstand ·
Nobles Park ·
St Ninian's Crossroads ·
Bray Hill ·
Ago's Leap ·
Quarterbridge Road ·
1st Milestone ·
2e mijl:
Wal Handley Memorial Seat ·
Quarterbridge ·
Port-y-Chee Meadow ·
Braddan Bridge ·
Jubilee Oak ·
Braddan Bridge House ·
Braddan Depot ·
Snugborough (Cronk Dhoo) ·
2nd Milestone ·
3e mijl:
Union Mills (Mullen Dhoo, Mwyllin Dhoo Aah, Mullin Doway) ·
Railway Inn ·
Ballahutchin Hill (Elm Bank Hill) ·
3rd Milestone ·
4e mijl:
Ballafreer ·
Glenlough ·
Ballagarey Corner ·
Glen Vine (Glen Darragh) ·
Ballabeg ·
4th Milestone ·
5e mijl:
Crosby ·
Crosby Left (Vicarage Corner) ·
Crosby Cross-Roads ·
5th Milestone ·
6e mijl:
Crosby Hill (Ballaglonney Hill of Halfway Hill) ·
Halfway House (The Waggon & Horses) ·
St Trinian's ·
The Highlander ·
Greeba Verandah ·
Pear Tree Cottage ·
Greeba Castle ·
6th Milestone ·
7e mijl:
Appledene (Shimmin's Corner) ·
Central Valley (Greeba Gap) ·
Greeba Bridge ·
The Hawthorn ·
Knock Breck ·
Gorse Lea ·
7th Milestone ·
8e mijl:
Ballagarraghyn ·
Ballacraine ·
Ballaspur ·
Ballig ·
8th Milestone ·
9e mijl:
Ballig Bridge ·
Doran's Bend ·
Laurel Bank ·
9th Milestone ·
10e mijl
Glen Moar Mill ·
Black Dub ·
Quarter-Distance Marker ·
The Vaish ·
Glen Helen (Glen Rhenass) ·
Sarah's Cottage ·
Creg Willey's Hill ·
10th Milestone ·
11e mijl:
Lambfell Beg ·
Lambfell (Moar) Cottage ·
Cronk-y-Voddy (Cronk-y-Voddy Straight) ·
Cronk-y-Voddy Cross Roads ·
Molyneux's ·
Cronk Bane Farm ·
11th Milestone ·
12e mijl:
Drinkwater's Bend ·
Handley's Corner (Cronk-y-Fedjag, Ballamenagh) ·
12th Milestone ·
13e mijl:
McGuinness's (Shoughlaigue Bridge) ·
Ballaskyr ·
Barregarrow Cross Roads (Cronk Aashen) ·
Barregarrow ·
Little Bray ·
Barregarrow Bottom ·
Cammal Farm ·
Cronk Urleigh ·
13th Milestone ·
14e mijl:
Ballalonna Bridge ·
Westwood Corner ·
Ballakinnag ·
14th Milestone ·
15e mijl:
Douglas Road Corner ·
Glen Wyllin Corner ·
The Mitre ·
Dave Saville Memorial Seat ·
Kirk Michael ·
The White House ·
15th Milestone ·
16e mijl:
Birkin's Bend ·
Rhencullen ·
Bishopscourt ·
Bishopscourt Farm Bends ·
Bishopscourt Straight ·
Orrisdale North ·
16th Milestone ·
17e mijl:
Dub Cottage (Bishop's Dub) ·
Alpine Cottage ·
Balla Cobb ·
17th Milestone ·
18e mijl:
Ballaugh Bridge ·
Ballaugh ·
Gwen's ·
Ballacrye Corner ·
Ballacrye ·
18th Milestone ·
19e mijl:
Quarry Bends ·
Ballavolley ·
Wildlife Park ·
Sulby Straight ·
Half-distance Marker ·
19th Milestone ·
20e mijl:
Sulby ·
Sulby Glen Hotel ·
Sulby Crossroads ·
Sulby Bridge ·
20th Milestone ·
21e mijl:
Ginger Hall ·
Kerrowmoar ·
21st Milestone ·
22e mijl:
Glen Duff ·
Glentramman ·
Temple Corner (Water Through Corner) ·
Glentramman Loop Road ·
Churchtown ·
Caravan ·
22nd Milestone ·
23e mijl:
Lezayre War Memorial ·
Ballakillingan ·
Conker Fields ·
K-tree ·
Sky Hill ·
Milntown Cottage (Pinfold Cottage) ·
Milntown Bridge (Glen Auldyn Bridge) ·
Milntown ·
Gardener's Lane ·
23rd Milestone ·
24e mijl:
Lezayre Road ·
School House Corner (Crossags, Russel's Corner) ·
Parliament Square ·
Queen's Pier Road ·
Ramsey Depot ·
Cruickshanks Corner ·
May Hill ·
24th Milestone ·
25e mijl:
Whitegates ·
Stella Maris ·
Ramsey Hairpin ·
Little Gooseneck ·
Water Works Corner ·
Ballure Reservoir ·
Mountain Section ·
Tower Bends ·
25th Milestone ·
26e mijl:
Gooseneck ·
Joey's (26th Milestone) ·
27e mijl:
Guthrie's Memorial ·
The Cutting ·
27th Milestone ·
28e mijl:
Milligan's Bridge ·
Mountain Mile ·
28th Milestone ·
29e mijl:
Three-Quarter distance marker ·
Mountain Box (East Mountain Gate, East Snaefell Gate) ·
29th Milestone ·
30e mijl:
Casey's (Rice's Corner, George's Folly) ·
Black Hut (Stonebreakers Hut, Shepherd's Hut) ·
John Smyth Memorial Shelter ·
Verandah ·
30th Milestone ·
31e mijl:
Bungalow Bridge ·
Stonebridge ·
Les Graham Memorial ·
Bungalow Bends ·
McIntyre Box ·
Murray's Museum ·
Joey Dunlop Memorial ·
The Bungalow ·
31st Milestone ·
32e mijl:
Hailwood's Rise ·
Hailwood's Height ·
Brandywell (West Mountain Gate, Beinn-y-Phott Gate, Bungalow Gate) ·
Duke's (32nd Milestone) ·
33e mijl:
Windy Corner (Nobles Corner) ·
Nobles Park Road ·
Slieu Lhost Quarry ·
Thirty-Third (33rd Milestone) ·
34e mijl:
Keppel Gate (Clarke's Corner) ·
Kate's Cottage (Shepherd's House) ·
34th Milestone ·
35e mijl:
Creg-ny-Baa (the Keppel Hotel) ·
Gob-ny-Geay (Sunny Orchard) ·
35th Milestone ·
36e mijl:
Brandish Corner (Telegraph Hill, O'Donnell's en Upper Hillberry Corner) ·
Hillberry Corner ·
36th Milestone ·
37e mijl:
Glen Dhoo Farm ·
Hillberry Road ·
Cronk-ny-Mona ·
Johnny Watterson's Lane ·
Signpost Corner ·
Bedstead Corner ·
The Nook ·
37th Milestone ·
38e mijl:
Bemahague ·
Governor's Bridge ·
Governor's Dip ·
Glencrutchery Road ·
38th Milestone